# ハインリヒ39世・ロイス・ツー・ケストリッツ
ハインリヒ39世・ロイス・ツー・ケストリッツ（ドイツ語: Prinz Heinrich XXXIX. Reuß zu Köstritz, 1891年6月23日 - 1946年2月24日）は、ドイツ・オーストリアの貴族、地主。

## 生涯
作曲家のロイス＝ケストリッツ侯ハインリヒ24世と、ロイス＝ケストリッツ侯子ハインリヒ74世の娘エリーザベト（1860年 - 1931年）の間の第3子、長男。両親は同族の従叔母・従甥同士。
国家学及び法学を大学で専攻し、法学博士号を取得。1910年父の死と同時にロイス＝ケストリッツ家の分封領（パラギウム）の家督を相続したが、同家の当主が帯びていた「ロイス＝ケストリッツ侯（Fürst Reuß-Köstritz）」の称号を名乗ることは辞退した。弟系ロイス侯国の侯家分流の当主として、家督には弟系ロイス邦議会の世襲投票権が付随した。1912年12月5日から1919年2月12日まで、同邦議会議員を務めた。1912年12月5日からは、邦議会の決定によりハインリヒ39世は代理人を議会に出席させた。ドイツ革命に伴う君主制廃止後、邦議会からの抗議を受けて26歳で議員を辞職した。
プロイセン陸軍大尉の階級を有した。ニーダーエスタライヒ州のエルンストブルン及びハーゲンベルク（現ファルバッハの一部）の家族世襲財産の保有者だった。ゲーラのフリーメイソン団体に所属してもいた。プロテスタント系のヨハネ騎士団騎士にも叙任された。

## 子女
1918年8月7日カステルにて、フリードリヒ・カール・ツー・カステル＝カステル侯の娘アントニア（1896年 - 1971年）と結婚し、間に6人の子をもうけた。
- ハインリヒ4世（1919年 - 2012年） - ロイス侯家家長
- ハインリヒ6世（1922年 - 1942年） - スターリングラードの戦いに従軍・戦死
- アマデーア・カロリーネ・アンナ・エリーザベト・ゲルトルート・フィーオラ・エレオノーレ（1923年 - 2015年） - 1959年ラインホルト・ザックス（Reinhold Sachs）と結婚
- ゲルトルート・レナータ・アンナ・エリーザベト・ユッタ・ガスパリーネ（1924年 - 2011年） - 1950年アンリ・グラン・デノン（Henri Grand d'Esnon）と結婚
- ハインリヒ7世（1927年 - 2002年） - 1971年男爵令嬢ブリヒッテ・ファン・テュイル＝セロ―スケルケンと結婚
- エリーザベト・ドナータ・レギーナ・エンマ・クレメンティーネ（1932年 - ） - 1960年クレディトン主教ピーター・コールマン（ドイツ語版）と結婚